# خولیو دیاز (بازیکن فوتبال)
خولیو دیاز (انگلیسی: Julio Díaz؛ زادهٔ ۱۶ آوریل ۱۹۴۸) بازیکن فوتبال اهل اسپانیا است.
از باشگاه‌هایی که در آن بازی کرده‌است می‌توان به باشگاه فوتبال کامپوستلا اشاره کرد.